# Venusberg (Sage)

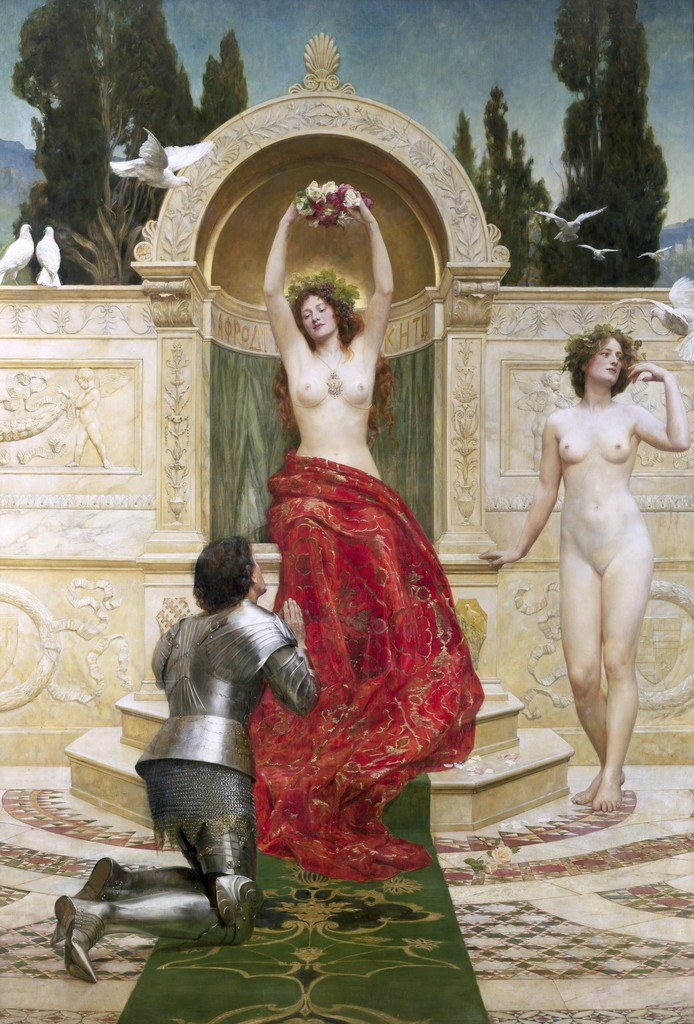
John Collier: Tannhäuser im Venusberg. (1901)

Der Venusberg ist ein seit dem Mittelalter bekanntes Sagenmotiv, das vor allem im Zusammenhang mit dem Minnesänger Tannhäuser erscheint und neben volkstümlichen Texten zahlreiche künstlerische Bearbeitungen erfahren hat. Frau Venus, die mit Nymphen und Nixen im Inneren des nach ihr benannten Bergs luxuriös Hof hält, lockt durch ihre Schönheit Menschen zu sich herein, die dort ein dem Eros ergebenes, sündiges Leben führen und so der Verdammnis zum Opfer fallen. Ähnliche Sagenstoffe finden sich in verschiedenen Kulturen, so etwa in der Odyssee, wo Kirke und Kalypso den Odysseus verführen und mehrere Jahre bei sich behalten.

## Herkunft und Verbreitung
Der Venusberg erscheint bereits 1437/38 im Formicarius des Johannes Nider oder 1614 in Heinrich Kornmanns Mons Veneris. Intensiv wird das Motiv zusammen mit der Tannhäuser-Sage während der Romantik behandelt. Es findet sich bei Ludwig Tieck (Erzählung Der getreue Eckart und der Tannhäuser, 1799), Achim von Arnim und Clemens Brentano (Sammlung Des Knaben Wunderhorn, 1806), den Brüdern Grimm (Sammlung Deutsche Sagen, 1816), Joseph von Eichendorff (Erzählung Das Marmorbild, 1819), Ludwig Bechstein (Sammlung Die Sagen von Eisenach und der Wartburg, dem Hörselberg und Reinhardsbrunn, 1835), Heinrich Heine (Essay Elementargeister, 1837), Ludwig Uhland (Sammlung Volkslieder, 1844). Am bekanntesten ist die Umsetzung in Richard Wagners Oper Tannhäuser und der Sängerkrieg auf Wartburg von 1845. Zeitgenössisch bezeichnet Hannes Anderer den Ort einer sexuellen Initiation in einem luxuriösen Ambiente als Venusberg, in seinem Roman Begegnung mit Melusine.
Die traditionelle Volksballade vom Tannhauser (mit „au“ als Unterscheidung zum Minnesänger mit „äu“), mit Belegen seit etwa 1500, bearbeitet in eigener, origineller Weise die Venusberg-Sage und verbindet sie mit einer vorreformatorischen Kritik am Papst, der dem bußfertigen Sünder die Absolution verweigert und dafür verdammt wird.
Die Anwesenheit einer antiken Gottheit fern von ihrem Ursprungsgebiet Italien oder Griechenland erklärt die Sage bzw. volkstümliche Überlieferung damit, dass es sich hier um ein Refugium der vor dem Christentum geflohenen Gottheit handele. Die Brüder Grimm haben auf eine Verbindung zur germanischen Totengöttin Holda hingewiesen, deren Namen in der Sage zuweilen anstelle desjenigen der Venus erscheint. Ein weiterer Erklärungsversuch leitet Venus von ihrem germanischen Pendant, der Liebesgöttin Freya ab. Die Transformation des Götternamens und eines heidnischen Sagenstoffes in eine antikisierend-christliche Erzählung habe sich seit dem Hochmittelalter unter dem Einfluss der höfisch-bürgerlichen Dichtung ergeben.

## Lage verschiedener Venusberge
Als Venusberg identifiziert werden häufig die Hörselberge bei Eisenach oder andere Berge nördlich der Alpen. Der nördlichste Venusberg ist der Finisberg beim Flensburger Volkspark. Venusberg wird zudem in Bonn eine Hochebene genannt, auf der sich der gleichnamige Stadtteil befindet. Ein beliebtes Wanderziel in der Region Stuttgart ist das Naturschutzgebiet Venusberg bei Aidlingen im Heckengäu.